# Wielka msza h-moll

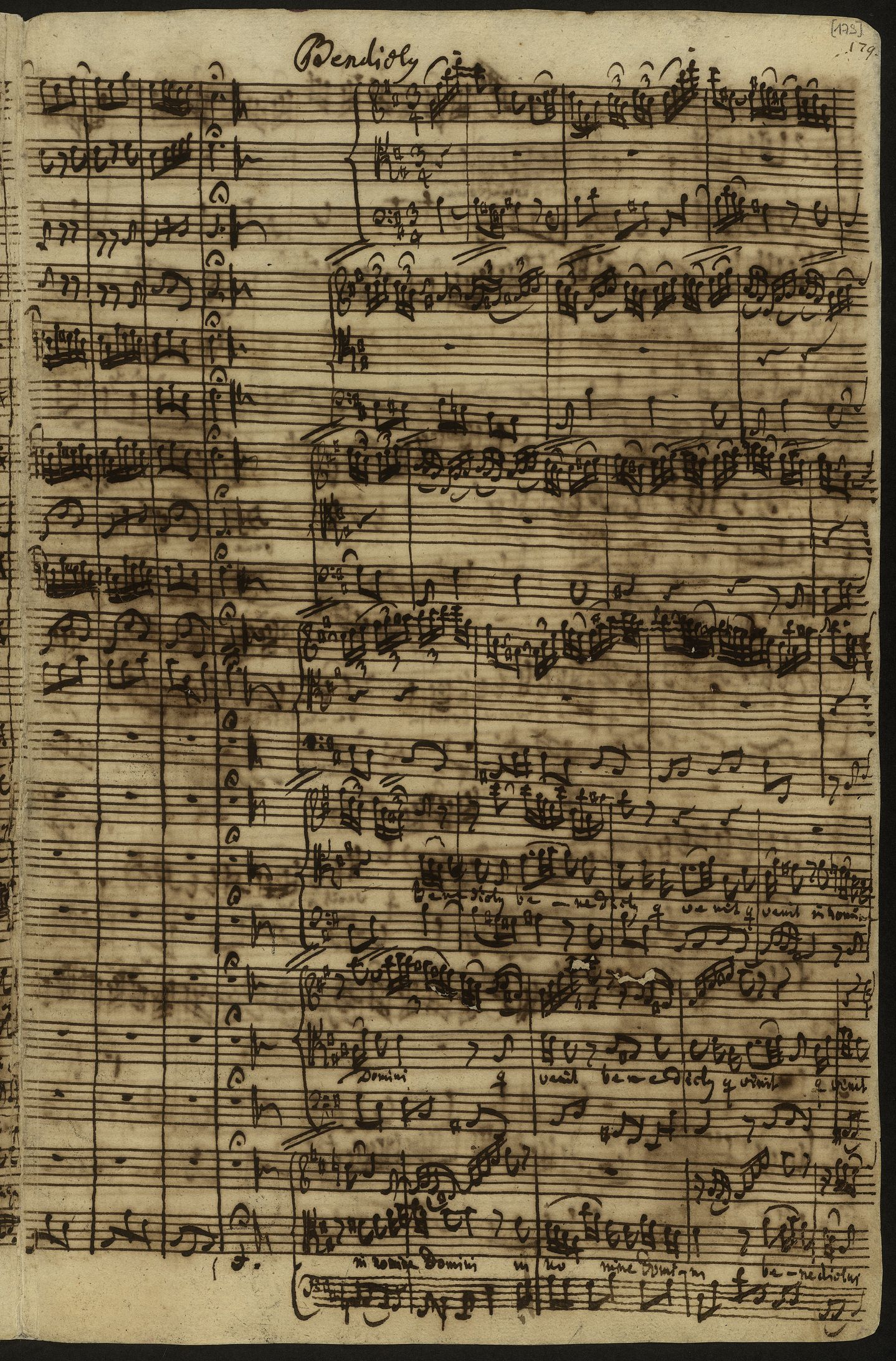
Autograf fragmentu mszy h-moll, „Benedictus”

Wielka msza h-moll BWV 232 uważana jest przez krytyków za najdoskonalsze dzieło muzyki religijnej Johanna Sebastiana Bacha.
Msza h-moll w historii literatury muzycznej jest utworem nietypowym, powstała bowiem ponad podziałami między Kościołem katolickim i protestanckim w dwuwyznaniowych Niemczech.
Katolicka msza napisana przez protestanckiego kantora była zjawiskiem wyjątkowym. Jej historia powstania wiąże się ze staraniami Bacha o posadę nadwornego kompozytora na katolickim dworze elektora Saksonii i króla Polski Augusta III w Dreźnie, któremu przesłał dwie pierwsze części mszy: Kyrie i Gloria w 1733 roku. W opinii muzykologów dzieło to nie jest do końca jednoznaczne – jest w swoim klimacie zarówno katolickie, jak i protestanckie, gdyż z tych dwóch tradycji czerpał kompozytor. Z tego też powodu, nie mając praktycznego zastosowania, msza h-moll nie była wykonana nigdy za życia Bacha. Monumentalna, wykraczająca poza ramy kompozycji obrzędowej, jest uważana za przejaw tego, co w człowieku odwołuje się wprost do Stwórcy, do religijności, nie analizującej przynależności do Kościoła jako wspólnoty.
W 1945 roku rękopis partytury, wraz ze zbiorami Pruskiej Biblioteki Państwowej (tzw. „Berlinki”), trafił do Biblioteki Jagiellońskiej, gdzie znajdował się aż do roku 1977, kiedy to I sekretarz KC PZPR Edward Gierek wręczył go wraz z manuskryptami partytur m.in. „Czarodziejskiego fletu” Mozarta i IX symfonii Beethovena przewodniczącemu Socjalistycznej Partii Jedności Niemiec Erichowi Honeckerowi. W roku 2015 rękopis mszy został wpisany na listę UNESCO Pamięć Świata.

## Budowa utworu
Msza składająca się z 27 wokalno-instrumentalnych ogniw (18 chórów, 3 duety i 6 arii) obejmuje sześć stałych części mszy: Kyrie, Gloria, Credo, Sanctus, Benedictus i Agnus Dei. Dwie pierwsze były utworami nowymi, następne oparł Bach – co było częstą praktyką w owych czasach – na wcześniejszych kantatach, wykorzystanych jednak w nowatorski sposób. Dzięki charakterystycznej dla Bacha konsekwencji w budowaniu formy kompozycja tworzy jednolitą całość.
Dzieło wspiera się na rozbudowanych partiach polifonicznych chóru. Partie chóralne, z jednej strony rozpisane na typową dla twórczości Bacha formę kantaty, z drugiej nawiązują do stylu szkoły rzymskiej Palestriny, a nawet jeszcze wcześniejszych; Credo czerpie z motywów chorału gregoriańskiego.
W utworze Bach zastosował symbolikę liczb. Np. w Credo dużą rolę odgrywa liczba 7, która symbolizuje Stworzyciela i akt twórczy. Wyraz credo pojawia się 49 razy (7x7).
Razem więc liczy cała Msza 27 ogniw. W dwu największych częściach, Gloria i Credo możemy doszukać się akcentów trynitarnych: liczą one po 9 ogniw, a więc 3x3 elementów. Obydwie te części posiadają symetralną strukturę, zwłaszcza Gloria, której centrum, tak strukturalnym, jak i (możemy się domyślać) teologicznym, jest Domine Deus, a w przypadku Credo – motyw ukrzyżowania.
Msza podzielona jest na następujące sekcje:

### I. Kyrie
1. Kyrie eleison – fuga w tonacji h-moll, 5-głosowy chór (sopran I, sopran II, alt, tenor, bas); tempo: adagio, largo
2. Christe eleison – duet (sopran I, sopran II) w tonacji D-dur, andante
3. Kyrie eleison – fuga w tonacji fis-moll, 4-głosowy chór (SATB), metrum: alla breve(inne języki); tempo: allegro moderato

### II. Gloria
1. Gloria in excelsis – fuga w tonacji D-dur, 5-głosowy chór (SI, SII, A, T, B), metrum 3/8, tempo: vivace. Fragment ten został również wykorzystany jako chór otwierający Kantatę BWV 191.
2. Et in terra pax – 5-głosowy chór, D-dur, andante. Podobnie jak poprzednia część, także wykorzystana przez Bacha jako chór początkowy Kantaty BWV 191 – „Gloria in excelsis Deo”.
3. Laudamus Te – aria sopranowa (sopran II), A-dur, andante.
4. Gratias agimus Tibi – 4-głosowy chór (SATB), D-dur, alla breve, allegro moderato. Ów chór jest opracowaniem drugiego fragmentu Kantaty BWV 29 – „Wir danken dir Gott, wir danken dir”.
5. Domine Deus Rex coelestis – duet (sopran I, tenor), G-dur, andante. Również wykorzystany jako duet w Kantacie BWV 191.
6. Qui tollis peccata mundi – 4-głosowy chór (SII, A, T, B), h-moll, metrum 3/4, lento. Fragment ten jest przeróbką I części Kantaty BWV 46 – „Schauet doch und sehet, ob irgendein Schmerz sei wie mein Schmerz”.
7. Qui sedes ad dexteram Patris – aria altowa, h-moll, 6/8, andante commodo
8. Quoniam tu solus sanctus – aria basowa, D-dur, 3/4, andante lento
9. Cum Sancto Spiritu – fuga w tonacji D-dur, 5-głosowy chór (SI, SII, A, T, B), 3/4, vivace. Chór ten został wtórnie wykorzystany jako chór końcowy Kantaty BWV 191.

### III. Symbolum Nicaenum (Credo)
1. Credo in unum Deum – 5-głosowy chór (SI, SII, A, T, B), A-dur miksolidyjska (brzmiąca jak D-dur), alla breve, moderato, fuga.
2. Patrem omnipotentem – 4-głosowy chór, D-dur, alla breve, allegro. Ta partia chóralna jest opracowaniem chóru początkowego z Kantaty BWV 171 – „Gott, wie dein Name, so ist auch dein Ruhm”.
3. Et in unum Dominum – duet (sopran I, alt), G-dur, andante.
4. Et incarnatus est – 5-głosowy chór (SI, SII, A, T, B), h-moll, 3/4, andante maestoso, forma ostinata.
5. Crucifixus – 4-głosowy chór, e-moll, 3/2, grave, passacaglia. Jest to opracowanie chóru początkowego z Kantaty BWV 12 – „Weinen, Klagen, Sorgen, Zagen”.
6. Et resurrexit – 5-głosowy chór (SI, SII, A, T, B), D-dur, 3/4, allegro
7. Et in Spiritum Sanctum – aria basowa, 6/8, andantino
8. Confiteor – 5-głosowy chór, fis-moll, alla breve, moderato, adagio, podwójna fuga.
9. Et expecto – 5-głosowy chór, D-dur, alla breve, vivace ed allegro. Jest to opracowanie chóru z drugiego fragmentu Kantaty BWV 120 – „Gott, man lobet dich in der Stille”.

### IV. Sanctus, Hosanna, Benedictus i Agnus Dei
1. Sanctus – 6-głosowy chór (SI, SII, AI, AII, T, B), D-dur, 4/4, largo; 3/8, vivace. Jest to fragment wcześniejszego, napisanego w roku 1724, dzieła na 3 soprany i 1 alt, obecnie uważanego za zaginione.
2. Hosanna (Osanna) – 8-głosowy chór (czyli dwa chóry 4-głosowe), D-dur, 3/8, allegro. Jest to przeróbka chóru początkowego kantaty BWV 215 – „Preise dein Gluecke, gesegnetes Sachsen”, aczkolwiek możliwe jest, iż oba te utwory czerpią ze wspólnego zaginionego wzorca.
3. Benedictus – aria tenorowa, h-moll, 3/4, andante
4. Hosanna (Osanna) – 8-głosowy (podwójny) chór, D-dur, inne szczegóły jak powyżej.
5. Agnus Dei – aria altowa, g-moll, adagio. Jest to fragment arii z zaginionej kantaty ślubnej (napisanej w roku 1725), której Bach ponownie użył, także jako arii altowej, w swoim Oratorium na Wniebowstąpienie (BWV 11). Ponieważ jednak oba te dzieła w zauważalnym stopniu się różnią, zdaje się, iż czerpią one ze wspólnego wzorca.
6. Dona nobis pacem – 4-głosowy chór, D-dur, alla breve, moderato. W warstwie muzycznej identyczny z chórem „Gratias agimus Tibi” z „Gloria”.